# Die Bajadere
Die Bajadere (La bajadera) op.351, è una polka veloce di Johann Strauss (figlio).

## Storia
Nella prima operetta di Johann Strauss, Indigo und die vierzig Rauber (Indigo e Quaranta Ladroni), andata in scena al Theater an der Wien il 10 febbraio 1871, il ruolo femminile principale è quello di Fantasca, che in occasione della prima venne interpretata da Marie Geistinger (1836-1903).
Stando alla trama dell'operetta, Fantasca, è una ragazza viennese naufragata durante una tempesta che diventa la ballerina, o bayadera, preferita del tempio di Indigo, il principe di Macassar, una lontana terra liberamente ispirata al racconto delle Le mille e una notte.
Numerose furono le lodi per Indigo. Il critico Speidel, per esempio, trovò il terzo atto del balletto "pieno di momenti piccanti", ed è la coda di questo balletto che ispira l'apertura della polka veloce Die Bajadere, uno dei nove brani orchestrali che Strauss scrisse dopo la sua operetta. I rimanenti temi sono tratti dagli atti 2° e 3°.